# MTV Movie Award a legjobb színésznek
Ez a szócikk az MTV Movie Award a legjobb színésznek járó díj díjazottjainak listáját tartalmazza. A díjat külön női és férfi színész kategóriában adták át, 2006-2007-ben, illetve 2017-től összevont kategóriát alkalmaznak.
A legtöbb, három-három győzelmet Leonardo DiCaprio, Jennifer Lawrence és Kristen Stewart aratta (Stewart mindhárom, egymást követő években megszerzett díját az Alkonyat-filmek Bella Swanjének szerepében kapta meg). A legtöbbször, hét alkalommal Will Smith-t és Sandra Bullock-ot jelölték a kategóriában (Bullock egy ízben nyert díjat).

## Győztesek és jelöltek

### 1990-es évek
| Év                 | Kategória | Színész                     | Színész                           | Magyar cím                       | Eredeti cím                     | Szerep            |
| ------------------ | --------- | --------------------------- | --------------------------------- | -------------------------------- | ------------------------------- | ----------------- |
| 1992 (1. díjátadó) | Színész   |                             | Arnold Schwarzenegger             | Terminátor 2. – Az ítélet napja  | Terminator 2: Judgment Day      | Terminátor        |
| 1992 (1. díjátadó) | Színész   | Kevin Costner               | Robin Hood, a tolvajok fejedelme  | Robin Hood: Prince of Thieves    | Robin Hood                      |                   |
| 1992 (1. díjátadó) | Színész   | Robert De Niro              | Cape Fear – A rettegés foka       | Cape Fear                        | Max Cady                        |                   |
| 1992 (1. díjátadó) | Színész   | Val Kilmer                  | The Doors                         | The Doors                        | Jim Morrison                    |                   |
| 1992 (1. díjátadó) | Színész   | Robin Williams              | A halászkirály legendája          | The Fisher King                  | Henry Sagan / Parry             |                   |
| 1992 (1. díjátadó) | Színésznő |                             | Linda Hamilton                    | Terminátor 2. – Az ítélet napja  | Terminator 2: Judgment Day      | Sarah Connor      |
| 1992 (1. díjátadó) | Színésznő | Geena Davis                 | Thelma és Louise                  | Thelma and Louise                | Thelma Dickinson                |                   |
| 1992 (1. díjátadó) | Színésznő | Rebecca De Mornay           | A kéz, amely a bölcsőt ringatja   | The Hand That Rocks the Cradle   | Peyton Flanders                 |                   |
| 1992 (1. díjátadó) | Színésznő | Mary Elizabeth Mastrantonio | Robin Hood, a tolvajok fejedelme  | Robin Hood: Prince of Thieves    | Maid Marian                     |                   |
| 1992 (1. díjátadó) | Színésznő | Julia Roberts               | A szerelem erejével               | Dying Young                      | Hilary O'Neil                   |                   |
| 1993 (2. díjátadó) | Színész   |                             | Denzel Washington                 | Malcolm X                        | Malcolm X                       | Malcolm X         |
| 1993 (2. díjátadó) | Színész   | Kevin Costner               | Több mint testőr                  | The Bodyguard                    | Frank Farmer                    |                   |
| 1993 (2. díjátadó) | Színész   | Tom Cruise                  | Egy becsületbeli ügy              | A Few Good Men                   | Daniel Kaffee hadnagy           |                   |
| 1993 (2. díjátadó) | Színész   | Michael Douglas             | Elemi ösztön                      | Basic Instinct                   | Nick Curran                     |                   |
| 1993 (2. díjátadó) | Színész   | Jack Nicholson              | Egy becsületbeli ügy              | A Few Good Men                   | Nathan Jessep ezredes           |                   |
| 1993 (2. díjátadó) | Színésznő |                             | Sharon Stone                      | Elemi ösztön                     | Basic Instinct                  | Catherine Tramell |
| 1993 (2. díjátadó) | Színésznő | Geena Davis                 | Micsoda csapat!                   | A League of Their Own            | Dottie Hinson                   |                   |
| 1993 (2. díjátadó) | Színésznő | Whoopi Goldberg             | Apáca show                        | Sister Act                       | Deloris Van Cartier             |                   |
| 1993 (2. díjátadó) | Színésznő | Whitney Houston             | Több mint testőr                  | The Bodyguard                    | Rachel Marron                   |                   |
| 1993 (2. díjátadó) | Színésznő | Demi Moore                  | Egy becsületbeli ügy              | A Few Good Men                   | Joanne Galloway kapitány        |                   |
| 1994 (3. díjátadó) | Színész   |                             | Tom Hanks                         | Philadelphia – Az érinthetetlen  | Philadelphia                    | Andrew Beckett    |
| 1994 (3. díjátadó) | Színész   | Tom Cruise                  | A cég                             | The Firm                         | Mitch McDeere                   |                   |
| 1994 (3. díjátadó) | Színész   | Harrison Ford               | A szökevény                       | The Fugitive                     | Dr. Richard Kimble              |                   |
| 1994 (3. díjátadó) | Színész   | Val Kilmer                  | Tombstone – A halott város        | Tombstone                        | Doc Holliday                    |                   |
| 1994 (3. díjátadó) | Színész   | Robin Williams              | Mrs. Doubtfire – Apa csak egy van | Mrs. Doubtfire                   | Daniel Hillard / Mrs. Doubtfire |                   |
| 1994 (3. díjátadó) | Színésznő |                             | Janet Jackson                     | Hazug igazság                    | Poetic Justice                  | Justice           |
| 1994 (3. díjátadó) | Színésznő | Angela Bassett              | Tina                              | What's Love Got to Do with It    | Tina Turner                     |                   |
| 1994 (3. díjátadó) | Színésznő | Demi Moore                  | Tisztességtelen ajánlat           | Indecent Proposal                | Diana Murphy                    |                   |
| 1994 (3. díjátadó) | Színésznő | Julia Roberts               | A Pelikán ügyirat                 | The Pelican Brief                | Darby Shaw                      |                   |
| 1994 (3. díjátadó) | Színésznő | Meg Ryan                    | A szerelem hullámhosszán          | Sleepless in Seattle             | Annie Reed                      |                   |
| 1995 (4. díjátadó) | Színész   |                             | Brad Pitt                         | Interjú a vámpírral              | Interview with the Vampire      | Louis             |
| 1995 (4. díjátadó) | Színész   | Tom Hanks                   | Forrest Gump                      | Forrest Gump                     | Forrest Gump                    |                   |
| 1995 (4. díjátadó) | Színész   | Brandon Lee                 | A holló                           | The Crow                         | Eric Draven / A Holló           |                   |
| 1995 (4. díjátadó) | Színész   | Keanu Reeves                | Féktelenül                        | Speed                            | Jack Traven                     |                   |
| 1995 (4. díjátadó) | Színész   | John Travolta               | Ponyvaregény                      | Pulp Fiction                     | Vincent Vega                    |                   |
| 1995 (4. díjátadó) | Színésznő |                             | Sandra Bullock                    | Féktelenül                       | Speed                           | Annie Porter      |
| 1995 (4. díjátadó) | Színésznő | Jamie Lee Curtis            | True Lies – Két tűz között        | True Lies                        | Helen Tasker                    |                   |
| 1995 (4. díjátadó) | Színésznő | Jodie Foster                | Nell, a remetelány                | Nell                             | Nell Kellty                     |                   |
| 1995 (4. díjátadó) | Színésznő | Meg Ryan                    | Ha a férfi igazán szeret          | When a Man Loves a Woman         | Alice Green                     |                   |
| 1995 (4. díjátadó) | Színésznő | Uma Thurman                 | Ponyvaregény                      | Pulp Fiction                     | Mia Wallace                     |                   |
| 1996 (5. díjátadó) | Színész   |                             | Jim Carrey                        | Ace Ventura 2. – Hív a természet | Ace Ventura: When Nature Calls  | Ace Ventura       |
| 1996 (5. díjátadó) | Színész   | Mel Gibson                  | A rettenthetetlen                 | Braveheart                       | William Wallace                 |                   |
| 1996 (5. díjátadó) | Színész   | Tom Hanks                   | Apolló 13                         | Apollo 13                        | Jim Lovell                      |                   |
| 1996 (5. díjátadó) | Színész   | Brad Pitt                   | 12 majom                          | 12 Monkeys                       | Jeffrey Goines                  |                   |
| 1996 (5. díjátadó) | Színész   | Denzel Washington           | Az utolsó esély                   | Crimson Tide                     | Ron Hunter kapitány             |                   |
| 1996 (5. díjátadó) | Színésznő |                             | Alicia Silverstone                | Spinédzserek                     | Clueless                        | Cher Horowitz     |
| 1996 (5. díjátadó) | Színésznő | Sandra Bullock              | Aludj csak, én álmodom            | While You Were Sleeping          | Lucy Eleanor Moderatz           |                   |
| 1996 (5. díjátadó) | Színésznő | Michelle Pfeiffer           | Veszélyes kölykök                 | Dangerous Minds                  | LouAnne Johnson                 |                   |
| 1996 (5. díjátadó) | Színésznő | Susan Sarandon              | Ments meg, Uram!                  | Dead Man Walking                 | Helen Prejean nővér             |                   |
| 1996 (5. díjátadó) | Színésznő | Sharon Stone                | Casino                            | Casino                           | Ginger McKenna                  |                   |
| 1997 (6. díjátadó) | Színész   |                             | Tom Cruise                        | Jerry Maguire – A nagy hátraarc  | Jerry Maguire                   | Jerry Maguire     |
| 1997 (6. díjátadó) | Színész   | Leonardo DiCaprio           | Rómeó + Júlia                     | Rómeó                            |                                 |                   |
| 1997 (6. díjátadó) | Színész   | Eddie Murphy                | Bölcsek kövére                    | The Nutty Professor              | Sherman Klump                   |                   |
| 1997 (6. díjátadó) | Színész   | Will Smith                  | A függetlenség napja              | Independence Day                 | Steven Hiller                   |                   |
| 1997 (6. díjátadó) | Színész   | John Travolta               | A csodabogár                      | Phenomenon                       | George Malley                   |                   |
| 1997 (6. díjátadó) | Színésznő |                             | Claire Danes                      | Rómeó + Júlia                    | Romeo + Juliet                  | Júlia             |
| 1997 (6. díjátadó) | Színésznő | Sandra Bullock              | Ha ölni kell                      | A Time to Kill                   | Ellen Roark                     |                   |
| 1997 (6. díjátadó) | Színésznő | Neve Campbell               | Sikoly                            | Scream                           | Sidney Prescott                 |                   |
| 1997 (6. díjátadó) | Színésznő | Helen Hunt                  | Twister                           | Twister                          | Jo Harding                      |                   |
| 1997 (6. díjátadó) | Színésznő | Madonna                     | Evita                             | Evita                            | Eva Peron                       |                   |
| 1998 (7. díjátadó) | Színész   |                             | Leonardo DiCaprio                 | Titanic                          | Titanic                         | Jack Dawson       |
| 1998 (7. díjátadó) | Színész   | Nicolas Cage                | Ál/Arc                            | Face/Off                         | Castor Troy                     |                   |
| 1998 (7. díjátadó) | Színész   | Matt Damon                  | Good Will Hunting                 | Good Will Hunting                | Will Hunting                    |                   |
| 1998 (7. díjátadó) | Színész   | Samuel L. Jackson           | Jackie Brown                      | Jackie Brown                     | Ordell Robbie                   |                   |
| 1998 (7. díjátadó) | Színész   | John Travolta               | Ál/Arc                            | Face/Off                         | Sean Archer                     |                   |
| 1998 (7. díjátadó) | Színésznő |                             | Neve Campbell                     | Sikoly 2.                        | Scream 2                        | Sidney Prescott   |
| 1998 (7. díjátadó) | Színésznő | Vivica A. Fox               | A mama főztje                     | Soul Food                        | Maxine Chadway                  |                   |
| 1998 (7. díjátadó) | Színésznő | Helen Hunt                  | Lesz ez még így se!               | As Good as It Gets               | Carol Connelly                  |                   |
| 1998 (7. díjátadó) | Színésznő | Julia Roberts               | Álljon meg a nászmenet!           | My Best Friend's Wedding         | Julianne Potters                |                   |
| 1998 (7. díjátadó) | Színésznő | Kate Winslet                | Titanic                           | Titanic                          | Rose DeWitt Bukater             |                   |
| 1999 (8. díjátadó) | Színész   |                             | Jim Carrey                        | Truman Show                      | The Truman Show                 | Truman Burbank    |
| 1999 (8. díjátadó) | Színész   | Ben Affleck                 | Armageddon                        | Armageddon                       | A.J. Frost                      |                   |
| 1999 (8. díjátadó) | Színész   | Tom Hanks                   | Ryan közlegény megmentése         | Saving Private Ryan              | John Miller                     |                   |
| 1999 (8. díjátadó) | Színész   | Adam Sandler                | A vizesnyolcas                    | The Waterboy                     | Bobby Boucher                   |                   |
| 1999 (8. díjátadó) | Színész   | Will Smith                  | A közellenség                     | Enemy of the State               | Robert Dean                     |                   |
| 1999 (8. díjátadó) | Színésznő |                             | Cameron Diaz                      | Keresd a nőt!                    | There's Something About Mary    | Mary Jensen       |
| 1999 (8. díjátadó) | Színésznő | Jennifer Love Hewitt        | Buli az élet                      | Can't Hardly Wait                | Amanda Beckett                  |                   |
| 1999 (8. díjátadó) | Színésznő | Jennifer Lopez              | Mint a kámfor                     | Out of Sight                     | Karen Sisco                     |                   |
| 1999 (8. díjátadó) | Színésznő | Gwyneth Paltrow             | Szerelmes Shakespeare             | Shakespeare in Love              | Viola de Lesseps                |                   |
| 1999 (8. díjátadó) | Színésznő | Liv Tyler                   | Armageddon                        | Armageddon                       | Grace Stamper                   |                   |

### 2000-es évek
| Év                  | Kategória                     | Színész           | Színész                                     | Magyar cím                                        | Eredeti cím                                            | Szerep                 |
| ------------------- | ----------------------------- | ----------------- | ------------------------------------------- | ------------------------------------------------- | ------------------------------------------------------ | ---------------------- |
| 2000 (9. díjátadó)  | Színész                       |                   | Keanu Reeves                                | Mátrix                                            | The Matrix                                             | Neo                    |
| 2000 (9. díjátadó)  | Színész                       | Jim Carrey        | Ember a Holdon                              | Man on the Moon                                   | Andy Kaufman                                           |                        |
| 2000 (9. díjátadó)  | Színész                       | Ryan Phillippe    | Kegyetlen játékok                           | Cruel Intentions                                  | Sebastian Valmont                                      |                        |
| 2000 (9. díjátadó)  | Színész                       | Adam Sandler      | Apafej                                      | Big Daddy                                         | Sonny Koufax                                           |                        |
| 2000 (9. díjátadó)  | Színész                       | Bruce Willis      | Hatodik érzék                               | The Sixth Sense                                   | Dr. Malcolm Crowe                                      |                        |
| 2000 (9. díjátadó)  | Színésznő                     |                   | Sarah Michelle Gellar                       | Kegyetlen játékok                                 | Cruel Intentions                                       | Kathryn Merteuil       |
| 2000 (9. díjátadó)  | Színésznő                     | Drew Barrymore    | A bambanő                                   | Never Been Kissed                                 | Josie Geller                                           |                        |
| 2000 (9. díjátadó)  | Színésznő                     | Neve Campbell     | Sikoly 3.                                   | Scream 3                                          | Sidney Prescott                                        |                        |
| 2000 (9. díjátadó)  | Színésznő                     | Ashley Judd       | Kettős kockázat                             | Double Jeopardy                                   | Libby Parsons                                          |                        |
| 2000 (9. díjátadó)  | Színésznő                     | Julia Roberts     | Oltári nő                                   | Runaway Bride                                     | Maggie Carpenter                                       |                        |
| 2001 (10. díjátadó) | Színész                       |                   | Tom Cruise                                  | Mission: Impossible 2.                            | Mission: Impossible 2                                  | Ethan Hunt             |
| 2001 (10. díjátadó) | Színész                       | Russell Crowe     | Gladiátor                                   | Gladiator                                         | Maximus                                                |                        |
| 2001 (10. díjátadó) | Színész                       | Omar Epps         | Nem adok kosarat!                           | Love & Basketball                                 | Quincy McCall                                          |                        |
| 2001 (10. díjátadó) | Színész                       | Mel Gibson        | A hazafi                                    | The Patriot                                       | Benjamin Martin                                        |                        |
| 2001 (10. díjátadó) | Színész                       | Tom Hanks         | Számkivetett                                | Cast Away                                         | Chuck Noland                                           |                        |
| 2001 (10. díjátadó) | Színésznő                     |                   | Julia Roberts                               | Erin Brockovich – Zűrös természet                 | Erin Brockovich                                        | Erin Brockovich        |
| 2001 (10. díjátadó) | Színésznő                     | Aaliyah           | Öld meg Rómeót!                             | Romeo Must Die                                    | Trish O'Day                                            |                        |
| 2001 (10. díjátadó) | Színésznő                     | Kate Hudson       | Majdnem híres                               | Almost Famous                                     | Penny Lane                                             |                        |
| 2001 (10. díjátadó) | Színésznő                     | Jennifer Lopez    | A sejt                                      | The Cell                                          | Dr. Catherine Deane                                    |                        |
| 2001 (10. díjátadó) | Színésznő                     | Julia Stiles      | A szívem érted RAPes                        | Save the Last Dance                               | Sara Johnson                                           |                        |
| 2002 (11. díjátadó) | Színész                       |                   | Will Smith                                  | Ali                                               | Ali                                                    | Muhammad Ali           |
| 2002 (11. díjátadó) | Színész                       | Russell Crowe     | Egy csodálatos elme                         | A Beautiful Mind                                  | John Forbes Nash                                       |                        |
| 2002 (11. díjátadó) | Színész                       | Vin Diesel        | Halálos iramban                             | The Fast and the Furious                          | Dominic Toretto                                        |                        |
| 2002 (11. díjátadó) | Színész                       | Josh Hartnett     | Pearl Harbor – Égi háború                   | Pearl Harbor                                      | Danny Walker hadnagy                                   |                        |
| 2002 (11. díjátadó) | Színész                       | Elijah Wood       | A Gyűrűk Ura: A Gyűrű Szövetsége            | The Lord of the Rings: The Fellowship of the Ring | Zsákos Frodó                                           |                        |
| 2002 (11. díjátadó) | Színésznő                     |                   | Nicole Kidman                               | Moulin Rouge!                                     | Moulin Rouge!                                          | Satine                 |
| 2002 (11. díjátadó) | Színésznő                     | Kate Beckinsale   | Pearl Harbor – Égi háború                   | Pearl Harbor                                      | Evelyn Johnson nővér                                   |                        |
| 2002 (11. díjátadó) | Színésznő                     | Halle Berry       | Szörnyek keringője                          | Monster's Ball                                    | Leticia Musgrove                                       |                        |
| 2002 (11. díjátadó) | Színésznő                     | Angelina Jolie    | Lara Croft: Tomb Raider                     | Lara Croft: Tomb Raider                           | Lara Croft                                             |                        |
| 2002 (11. díjátadó) | Színésznő                     | Reese Witherspoon | Doktor Szöszi                               | Legally Blonde                                    | Elle Woods                                             |                        |
| 2003 (12. díjátadó) | Színész                       |                   | Eminem                                      | 8 mérföld                                         | 8 Mile                                                 | Jimmy "B-Rabbit" Smith |
| 2003 (12. díjátadó) | Színész                       | Vin Diesel        | xXx                                         | xXx                                               | Xander Cage                                            |                        |
| 2003 (12. díjátadó) | Színész                       | Leonardo DiCaprio | Kapj el, ha tudsz                           | Catch Me If You Can                               | Frank Abagnale                                         |                        |
| 2003 (12. díjátadó) | Színész                       | Tobey Maguire     | Pókember                                    | Spider-Man                                        | Peter Parker / Pókember                                |                        |
| 2003 (12. díjátadó) | Színész                       | Viggo Mortensen   | A Gyűrűk Ura: A két torony                  | The Lord of the Rings: The Two Towers             | Aragorn                                                |                        |
| 2003 (12. díjátadó) | Színésznő                     |                   | Kirsten Dunst                               | Pókember                                          | Spider-Man                                             | Mary Jane Watson       |
| 2003 (12. díjátadó) | Színésznő                     | Halle Berry       | Halj meg máskor                             | Die Another Day                                   | Jinx                                                   |                        |
| 2003 (12. díjátadó) | Színésznő                     | Kate Hudson       | Hogyan veszítsünk el egy pasit 10 nap alatt | How to Lose a Guy in 10 Days                      | Andie Anderson                                         |                        |
| 2003 (12. díjátadó) | Színésznő                     | Queen Latifah     | Chicago                                     | Chicago                                           | Matron Morton                                          |                        |
| 2003 (12. díjátadó) | Színésznő                     | Reese Witherspoon | Mindenütt nő                                | Sweet Home Alabama                                | Melanie Carmichael                                     |                        |
| 2004 (13. díjátadó) | Színész                       |                   | Johnny Depp                                 | A Karib-tenger kalózai: A Fekete Gyöngy átka      | Pirates of the Caribbean: The Curse of the Black Pearl | Jack Sparrow           |
| 2004 (13. díjátadó) | Színész                       | James Caviezel    | A passió                                    | The Passion of the Christ                         | Jézus                                                  |                        |
| 2004 (13. díjátadó) | Színész                       | Tom Cruise        | Az utolsó szamuráj                          | The Last Samurai                                  | Nathan Algren százados                                 |                        |
| 2004 (13. díjátadó) | Színész                       | Bill Murray       | Elveszett jelentés                          | Lost in Translation                               | Bob Harris                                             |                        |
| 2004 (13. díjátadó) | Színész                       | Adam Sandler      | Az 50 első randi                            | 50 First Dates                                    | Henry Roth                                             |                        |
| 2004 (13. díjátadó) | Színésznő                     |                   | Uma Thurman                                 | Kill Bill 1.                                      | Kill Bill: Volume 1                                    | Beatrix Kiddo          |
| 2004 (13. díjátadó) | Színésznő                     | Drew Barrymore    | Az 50 első randi                            | 50 First Dates                                    | Lucy Whitmore                                          |                        |
| 2004 (13. díjátadó) | Színésznő                     | Halle Berry       | Gothika                                     | Gothika                                           | Miranda Grey                                           |                        |
| 2004 (13. díjátadó) | Színésznő                     | Queen Latifah     | Több a sokknál                              | Bringing Down the House                           | Charlene Morton                                        |                        |
| 2004 (13. díjátadó) | Színésznő                     | Charlize Theron   | A rém                                       | Monster                                           | Aileen Wuornos                                         |                        |
| 2005 (14. díjátadó) | Színész                       |                   | Leonardo DiCaprio                           | Aviátor                                           | The Aviator                                            | Howard Hughes          |
| 2005 (14. díjátadó) | Színész                       | Matt Damon        | A Bourne-csapda                             | The Bourne Supremacy                              | Jason Bourne                                           |                        |
| 2005 (14. díjátadó) | Színész                       | Jamie Foxx        | Ray                                         | Ray                                               | Ray Charles                                            |                        |
| 2005 (14. díjátadó) | Színész                       | Brad Pitt         | Trója                                       | Troy                                              | Akhilleusz                                             |                        |
| 2005 (14. díjátadó) | Színész                       | Will Smith        | A randiguru                                 | Hitch                                             | Hitch                                                  |                        |
| 2005 (14. díjátadó) | Színésznő                     |                   | Lindsay Lohan                               | Bajos csajok                                      | Mean Girls                                             | Cady Heron             |
| 2005 (14. díjátadó) | Színésznő                     | Rachel McAdams    | Szerelmünk lapjai                           | The Notebook                                      | Allie Hamilton                                         |                        |
| 2005 (14. díjátadó) | Színésznő                     | Natalie Portman   | A régi környék                              | Garden State                                      | Sam                                                    |                        |
| 2005 (14. díjátadó) | Színésznő                     | Hilary Swank      | Millió dolláros bébi                        | Million Dollar Baby                               | Maggie Fitzgerald                                      |                        |
| 2005 (14. díjátadó) | Színésznő                     | Uma Thurman       | Kill Bill 2.                                | Kill Bill: Volume 2                               | Beatrix Kiddo                                          |                        |
| 2006 (15. díjátadó) | Színész (összevont kategória) |                   | Jake Gyllenhaal                             | Brokeback Mountain – Túl a barátságon             | Brokeback Mountain                                     | Jack Twist             |
| 2006 (15. díjátadó) | Színész (összevont kategória) | Steve Carell      | 40 éves szűz                                | The 40-Year-Old Virgin                            | Andy Stitzer                                           |                        |
| 2006 (15. díjátadó) | Színész (összevont kategória) | Terrence Howard   | Nyomulj és nyerj                            | Hustle & Flow                                     | DJay                                                   |                        |
| 2006 (15. díjátadó) | Színész (összevont kategória) | Rachel McAdams    | Éjszakai járat                              | Red Eye                                           | Lisa Reisert                                           |                        |
| 2006 (15. díjátadó) | Színész (összevont kategória) | Joaquin Phoenix   | A nyughatatlan                              | Walk the Line                                     | Johnny Cash                                            |                        |
| 2006 (15. díjátadó) | Színész (összevont kategória) | Reese Witherspoon | A nyughatatlan                              | Walk the Line                                     | June Carter Cash                                       |                        |
| 2007 (16. díjátadó) | Színész (összevont kategória) |                   | Johnny Depp                                 | A Karib-tenger kalózai: Holtak kincse             | Pirates of the Caribbean: Dead Man's Chest             | Jack Sparrow           |
| 2007 (16. díjátadó) | Színész (összevont kategória) | Gerard Butler     | 300                                         | 300                                               | Leónidasz                                              |                        |
| 2007 (16. díjátadó) | Színész (összevont kategória) | Jennifer Hudson   | Dreamgirls                                  | Dreamgirls                                        | Effie White                                            |                        |
| 2007 (16. díjátadó) | Színész (összevont kategória) | Keira Knightley   | A Karib-tenger kalózai: Holtak kincse       | Pirates of the Caribbean: Dead Man's Chest        | Elizabeth Swann                                        |                        |
| 2007 (16. díjátadó) | Színész (összevont kategória) | Beyoncé Knowles   | Dreamgirls                                  | Dreamgirls                                        | Deena Jones                                            |                        |
| 2007 (16. díjátadó) | Színész (összevont kategória) | Will Smith        | A boldogság nyomában                        | The Pursuit of Happyness                          | Chris Gardner                                          |                        |
| 2008 (17. díjátadó) | Színész                       |                   | Will Smith                                  | Legenda vagyok                                    | I Am Legend                                            | Robert Neville         |
| 2008 (17. díjátadó) | Színész                       | Michael Cera      | Juno                                        | Juno                                              | Paulie Bleeker                                         |                        |
| 2008 (17. díjátadó) | Színész                       | Matt Damon        | A Bourne-ultimátum                          | The Bourne Ultimatum                              | Jason Bourne                                           |                        |
| 2008 (17. díjátadó) | Színész                       | Shia LaBeouf      | Transformers                                | Transformers                                      | Sam Witwicky                                           |                        |
| 2008 (17. díjátadó) | Színész                       | Denzel Washington | Amerikai gengszter                          | American Gangster                                 | Frank Lucas                                            |                        |
| 2008 (17. díjátadó) | Színésznő                     |                   | Ellen Page                                  | Juno                                              | Juno                                                   | Juno MacGuff           |
| 2008 (17. díjátadó) | Színésznő                     | Amy Adams         | Bűbáj                                       | Enchanted                                         | Giselle                                                |                        |
| 2008 (17. díjátadó) | Színésznő                     | Jessica Biel      | Férj és férj                                | I Now Pronounce You Chuck and Larry               | Alex McDonough                                         |                        |
| 2008 (17. díjátadó) | Színésznő                     | Katherine Heigl   | Felkoppintva                                | Knocked Up                                        | Alison Scott                                           |                        |
| 2008 (17. díjátadó) | Színésznő                     | Keira Knightley   | A Karib-tenger kalózai: A világ végén       | Pirates of the Caribbean: At World's End          | Elizabeth Swann                                        |                        |
| 2009 (18. díjátadó) | Színész                       |                   | Zac Efron                                   | High School Musical 3. – Végzősök                 | High School Musical 3: Senior Year                     | Troy Bolton            |
| 2009 (18. díjátadó) | Színész                       | Christian Bale    | A sötét lovag                               | The Dark Knight                                   | Bruce Wayne / Batman                                   |                        |
| 2009 (18. díjátadó) | Színész                       | Vin Diesel        | Halálos iramban                             | Fast & Furious                                    | Dominic Toretto                                        |                        |
| 2009 (18. díjátadó) | Színész                       | Robert Downey Jr. | A Vasember                                  | Iron Man                                          | Tony Stark / Vasember                                  |                        |
| 2009 (18. díjátadó) | Színész                       | Shia LaBeouf      | Sasszem                                     | Eagle Eye                                         | Jerry & Ethan Shaw                                     |                        |
| 2009 (18. díjátadó) | Színésznő                     |                   | Kristen Stewart                             | Alkonyat                                          | Twilight                                               | Bella Swan             |
| 2009 (18. díjátadó) | Színésznő                     | Anne Hathaway     | A csajok háborúja                           | Bride Wars                                        | Emma Allen                                             |                        |
| 2009 (18. díjátadó) | Színésznő                     | Taraji P. Henson  | Benjamin Button különös élete               | The Curious Case of Benjamin Button               | Queenie                                                |                        |
| 2009 (18. díjátadó) | Színésznő                     | Angelina Jolie    | Wanted                                      | Wanted                                            | Fox                                                    |                        |
| 2009 (18. díjátadó) | Színésznő                     | Kate Winslet      | A felolvasó                                 | The Reader                                        | Hanna Schmitz                                          |                        |

### 2010-es évek
| Év                  | Kategória                     | Színész              | Színész                                  | Magyar cím                                   | Eredeti cím                          | Szerep                   |
| ------------------- | ----------------------------- | -------------------- | ---------------------------------------- | -------------------------------------------- | ------------------------------------ | ------------------------ |
| 2010 (19. díjátadó) | Színész                       |                      | Robert Pattinson                         | Alkonyat – Újhold                            | The Twilight Saga: New Moon          | Edward Cullen            |
| 2010 (19. díjátadó) | Színész                       | Zac Efron            | Megint 17                                | 17 Again                                     | Mike O'Donnell                       |                          |
| 2010 (19. díjátadó) | Színész                       | Taylor Lautner       | Alkonyat – Újhold                        | The Twilight Saga: New Moon                  | Jacob Black                          |                          |
| 2010 (19. díjátadó) | Színész                       | Daniel Radcliffe     | Harry Potter és a Félvér Herceg          | Harry Potter and the Half-Blood Prince       | Harry Potter                         |                          |
| 2010 (19. díjátadó) | Színész                       | Channing Tatum       | Kedves John                              | Dear John                                    | John Tyree                           |                          |
| 2010 (19. díjátadó) | Színésznő                     |                      | Kristen Stewart                          | Alkonyat – Újhold                            | The Twilight Saga: New Moon          | Bella Swan               |
| 2010 (19. díjátadó) | Színésznő                     | Sandra Bullock       | A szív bajnokai                          | The Blind Side                               | Leigh Anne Tuohy                     |                          |
| 2010 (19. díjátadó) | Színésznő                     | Zoë Saldana          | Avatar                                   | Avatar                                       | Neytiri                              |                          |
| 2010 (19. díjátadó) | Színésznő                     | Amanda Seyfried      | Kedves John                              | Dear John                                    | Savannah Lynn Curtis                 |                          |
| 2010 (19. díjátadó) | Színésznő                     | Emma Watson          | Harry Potter és a Félvér Herceg          | Harry Potter and the Half-Blood Prince       | Hermione Granger                     |                          |
| 2011 (20. díjátadó) | Színész                       |                      | Robert Pattinson                         | Alkonyat – Napfogyatkozás                    | The Twilight Saga: Eclipse           | Edward Cullen            |
| 2011 (20. díjátadó) | Színész                       | Zac Efron            | Charlie St. Cloud halála és élete        | Charlie St. Cloud                            | Charlie St. Cloud                    |                          |
| 2011 (20. díjátadó) | Színész                       | Jesse Eisenberg      | Social Network – A közösségi háló        | The Social Network                           | Mark Zuckerberg                      |                          |
| 2011 (20. díjátadó) | Színész                       | Taylor Lautner       | Alkonyat – Napfogyatkozás                | The Twilight Saga: Eclipse                   | Jacob Black                          |                          |
| 2011 (20. díjátadó) | Színész                       | Daniel Radcliffe     | Harry Potter és a Halál ereklyéi 1.      | Harry Potter and the Deathly Hallows: Part 1 | Harry Potter                         |                          |
| 2011 (20. díjátadó) | Színésznő                     |                      | Kristen Stewart                          | Alkonyat – Napfogyatkozás                    | The Twilight Saga: Eclipse           | Bella Swan               |
| 2011 (20. díjátadó) | Színésznő                     | Jennifer Aniston     | Kellékfeleség                            | Just Go with It                              | Katherine Murphy / "Devlin Maccabee" |                          |
| 2011 (20. díjátadó) | Színésznő                     | Natalie Portman      | Fekete hattyú                            | Black Swan                                   | Nina Sayers                          |                          |
| 2011 (20. díjátadó) | Színésznő                     | Emma Stone           | Könnyű nőcske                            | Easy A                                       | Olive Penderghast                    |                          |
| 2011 (20. díjátadó) | Színésznő                     | Emma Watson          | Harry Potter és a Halál ereklyéi 1.      | Harry Potter and the Deathly Hallows: Part 1 | Hermione Granger                     |                          |
| 2012 (21. díjátadó) | Színész                       |                      | Josh Hutcherson                          | Az éhezők viadala                            | The Hunger Games                     | Peeta Mellark            |
| 2012 (21. díjátadó) | Színész                       | Joseph Gordon-Levitt | Fifti-fifti                              | 50/50                                        | Adam Lerner                          |                          |
| 2012 (21. díjátadó) | Színész                       | Ryan Gosling         | Drive – Gázt!                            | Drive                                        | Driver                               |                          |
| 2012 (21. díjátadó) | Színész                       | Daniel Radcliffe     | Harry Potter és a Halál ereklyéi 2.      | Harry Potter and the Deathly Hallows: Part 2 | Harry Potter                         |                          |
| 2012 (21. díjátadó) | Színész                       | Channing Tatum       | Fogadom                                  | The Vow                                      | Leo Collins                          |                          |
| 2012 (21. díjátadó) | Színésznő                     |                      | Jennifer Lawrence                        | Az éhezők viadala                            | The Hunger Games                     | Katniss Everdeen         |
| 2012 (21. díjátadó) | Színésznő                     | Rooney Mara          | A tetovált lány                          | The Girl with the Dragon Tattoo              | Lisbeth Salander                     |                          |
| 2012 (21. díjátadó) | Színésznő                     | Kristen Wiig         | Koszorúslányok                           | Bridesmaids                                  | Annie Walker                         |                          |
| 2012 (21. díjátadó) | Színésznő                     | Emma Stone           | Őrült, dilis, szerelem                   | Crazy, Stupid, Love                          | Hannah Weaver                        |                          |
| 2012 (21. díjátadó) | Színésznő                     | Emma Watson          | Harry Potter és a Halál ereklyéi 2.      | Harry Potter and the Deathly Hallows: Part 2 | Hermione Granger                     |                          |
| 2013 (22. díjátadó) | Színész                       |                      | Bradley Cooper                           | Napos oldal                                  | Silver Linings Playbook              | Pat Solitano Jr.         |
| 2013 (22. díjátadó) | Színész                       | Ben Affleck          | Az Argo-akció                            | Argo                                         | Tony Mendez                          |                          |
| 2013 (22. díjátadó) | Színész                       | Channing Tatum       | Magic Mike                               | Magic Mike                                   | Michael "Magic Mike" Lane            |                          |
| 2013 (22. díjátadó) | Színész                       | Daniel Day-Lewis     | Lincoln                                  | Lincoln                                      | Abraham Lincoln                      |                          |
| 2013 (22. díjátadó) | Színész                       | Jamie Foxx           | Django elszabadul                        | Django Unchained                             | Django                               |                          |
| 2013 (22. díjátadó) | Színésznő                     |                      | Jennifer Lawrence                        | Napos oldal                                  | Silver Linings Playbook              | Tiffany Maxwell          |
| 2013 (22. díjátadó) | Színésznő                     | Anne Hathaway        | A nyomorultak                            | Les Misérables                               | Fantine                              |                          |
| 2013 (22. díjátadó) | Színésznő                     | Mila Kunis           | Ted                                      | Ted                                          | Lori Collins                         |                          |
| 2013 (22. díjátadó) | Színésznő                     | Emma Watson          | Egy különc srác feljegyzései             | The Perks of Being a Wallflower              | Sam                                  |                          |
| 2013 (22. díjátadó) | Színésznő                     | Rebel Wilson         | Tökéletes hang                           | Pitch Perfect                                | Amy                                  |                          |
| 2014 (23. díjátadó) | Színész                       |                      | Josh Hutcherson                          | Az éhezők viadala: Futótűz                   | The Hunger Games: Catching Fire      | Peeta Mellark            |
| 2014 (23. díjátadó) | Színész                       | Bradley Cooper       | Amerikai botrány                         | American Hustle                              | Richie DiMaso                        |                          |
| 2014 (23. díjátadó) | Színész                       | Chiwetel Ejiofor     | 12 év rabszolgaság                       | 12 Years a Slave                             | Solomon Northup                      |                          |
| 2014 (23. díjátadó) | Színész                       | Leonardo DiCaprio    | A Wall Street farkasa                    | The Wolf of Wall Street                      | Jordan Belfort                       |                          |
| 2014 (23. díjátadó) | Színész                       | Matthew McConaughey  | Mielőtt meghaltam                        | Dallas Buyers Club                           | Ron Woodroof                         |                          |
| 2014 (23. díjátadó) | Színésznő                     |                      | Jennifer Lawrence                        | Az éhezők viadala: Futótűz                   | The Hunger Games: Catching Fire      | Katniss Everdeen         |
| 2014 (23. díjátadó) | Színésznő                     | Amy Adams            | Amerikai botrány                         | American Hustle                              | Sydney Prosser                       |                          |
| 2014 (23. díjátadó) | Színésznő                     | Jennifer Aniston     | Családi üzelmek                          | We're the Millers                            | Rose O'Reilly                        |                          |
| 2014 (23. díjátadó) | Színésznő                     | Lupita Nyong’o       | 12 év rabszolgaság                       | 12 Years a Slave                             | Patsey                               |                          |
| 2014 (23. díjátadó) | Színésznő                     | Sandra Bullock       | Gravitáció                               | Gravity                                      | Dr. Ryan Stone                       |                          |
| 2015 (24. díjátadó) | Színész                       |                      | Bradley Cooper                           | Amerikai mesterlövész                        | American Sniper                      | Chris Kyle               |
| 2015 (24. díjátadó) | Színész                       | Ansel Elgort         | Csillagainkban a hiba                    | The Fault in Our Stars                       | Augustus Waters                      |                          |
| 2015 (24. díjátadó) | Színész                       | Channing Tatum       | Foxcatcher                               | Foxcatcher                                   | Mark Schultz                         |                          |
| 2015 (24. díjátadó) | Színész                       | Chris Pratt          | A galaxis őrzői                          | Guardians of the Galaxy                      | Peter Quill / Űrlord                 |                          |
| 2015 (24. díjátadó) | Színész                       | Miles Teller         | Whiplash                                 | Whiplash                                     | Andrew Neiman                        |                          |
| 2015 (24. díjátadó) | Színésznő                     |                      | Shailene Woodley                         | Csillagainkban a hiba                        | The Fault in Our Stars               | Hazel Grace Lancaster    |
| 2015 (24. díjátadó) | Színésznő                     | Scarlett Johansson   | Lucy                                     | Lucy                                         | Lucy                                 |                          |
| 2015 (24. díjátadó) | Színésznő                     | Jennifer Lawrence    | Az éhezők viadala: A kiválasztott 1.     | The Hunger Games: Mockingjay – Part 1        | Katniss Everdeen                     |                          |
| 2015 (24. díjátadó) | Színésznő                     | Emma Stone           | Birdman avagy (A mellőzés meglepő ereje) | Birdman                                      | Sam Thomson                          |                          |
| 2015 (24. díjátadó) | Színésznő                     | Reese Witherspoon    | Vadon                                    | Wild                                         | Cheryl Strayed                       |                          |
| 2016 (25. díjátadó) | Színész                       |                      | Leonardo DiCaprio                        | A visszatérő                                 | The Revenant                         | Hugh Glass               |
| 2016 (25. díjátadó) | Színész                       | Matt Damon           | Mentőexpedíció                           | The Martian                                  | Mark Watney                          |                          |
| 2016 (25. díjátadó) | Színész                       | Michael B. Jordan    | Creed: Apollo fia                        | Creed                                        | Donnie Creed                         |                          |
| 2016 (25. díjátadó) | Színész                       | Chris Pratt          | Jurassic World                           | Jurassic World                               | Owen Grady                           |                          |
| 2016 (25. díjátadó) | Színész                       | Ryan Reynolds        | Deadpool                                 | Deadpool                                     | Wade Wilson / Deadpool               |                          |
| 2016 (25. díjátadó) | Színész                       | Will Smith           | Sérülés                                  | Concussion                                   | Dr. Bennet Omalu                     |                          |
| 2016 (25. díjátadó) | Színésznő                     |                      | Charlize Theron                          | Mad Max – A harag útja                       | Mad Max: Fury Road                   | Imperator Furiosa        |
| 2016 (25. díjátadó) | Színésznő                     | Morena Baccarin      | Deadpool                                 | Deadpool                                     | Vanessa James                        |                          |
| 2016 (25. díjátadó) | Színésznő                     | Anna Kendrick        | Tökéletes hang 2.                        | Pitch Perfect 2                              | Beca Mitchell                        |                          |
| 2016 (25. díjátadó) | Színésznő                     | Jennifer Lawrence    | Joy                                      | Joy                                          | Joy Mangano                          |                          |
| 2016 (25. díjátadó) | Színésznő                     | Daisy Ridley         | Star Wars VII. rész – Az ébredő Erő      | Star Wars: The Force Awakens                 | Rey                                  |                          |
| 2016 (25. díjátadó) | Színésznő                     | Alicia Vikander      | Ex Machina                               | Ex Machina                                   | Ava                                  |                          |
| 2017 (26. díjátadó) | Színész (összevont kategória) |                      | Emma Watson                              | A szépség és a szörnyeteg                    | Beauty and the Beast                 | Belle                    |
| 2017 (26. díjátadó) | Színész (összevont kategória) | Taraji P. Henson     | A számolás joga                          | Hidden Figures                               | Katherine Goble Johnson              |                          |
| 2017 (26. díjátadó) | Színész (összevont kategória) | Hugh Jackman         | Logan – Farkas                           | Logan                                        | James Howlett / Logan                |                          |
| 2017 (26. díjátadó) | Színész (összevont kategória) | Daniel Kaluuya       | Tűnj el!                                 | Get Out                                      | Chris Washington                     |                          |
| 2017 (26. díjátadó) | Színész (összevont kategória) | James McAvoy         | Széttörve                                | Split                                        | Kevin Wendell Crumb                  |                          |
| 2017 (26. díjátadó) | Színész (összevont kategória) | Hailee Steinfeld     | Egy magányos tinédzser                   | The Edge of Seventeen                        | Nadine Franklin                      |                          |
| 2018 (27. díjátadó) | Színész (összevont kategória) |                      | Chadwick Boseman                         | Fekete Párduc                                | Black Panther                        | T'Challa / Fekete Párduc |
| 2018 (27. díjátadó) | Színész (összevont kategória) | Timothée Chalamet    | Szólíts a neveden                        | Call Me by Your Name                         | Elio Perlman                         |                          |
| 2018 (27. díjátadó) | Színész (összevont kategória) | Ansel Elgort         | Nyomd, Bébi, nyomd                       | Baby Driver                                  | Miles "Baby"                         |                          |
| 2018 (27. díjátadó) | Színész (összevont kategória) | Daisy Ridley         | Star Wars VIII. rész – Az utolsó jedik   | Star Wars: The Last Jedi                     | Rey                                  |                          |
| 2018 (27. díjátadó) | Színész (összevont kategória) | Saoirse Ronan        | Lady Bird                                | Lady Bird                                    | Christine "Lady Bird" McPherson      |                          |
| 2019 (28. díjátadó) | Színész (összevont kategória) |                      | Lady Gaga                                | Csillag születik                             | A Star Is Born                       | Ally Maine               |
| 2019 (28. díjátadó) | Színész (összevont kategória) | Amandla Stenberg     | A gyűlölet, amit adtál                   | The Hate U Give                              | Starr Carter                         |                          |
| 2019 (28. díjátadó) | Színész (összevont kategória) | Lupita Nyong’o       | Mi                                       | Us                                           | Red                                  |                          |
| 2019 (28. díjátadó) | Színész (összevont kategória) | Rami Malek           | Bohém rapszódia                          | Bohemian Rhapsody                            | Freddie Mercury                      |                          |
| 2019 (28. díjátadó) | Színész (összevont kategória) | Sandra Bullock       | Madarak a dobozban                       | Bird Box                                     | Malorie                              |                          |

### 2020-as évek
| Év                  | Kategória                     | Színész                       | Színész                       | Magyar cím                      | Eredeti cím                   | Szerep                        |
| ------------------- | ----------------------------- | ----------------------------- | ----------------------------- | ------------------------------- | ----------------------------- | ----------------------------- |
| 2020                | Nem tartották meg a díjátadót | Nem tartották meg a díjátadót | Nem tartották meg a díjátadót | Nem tartották meg a díjátadót   | Nem tartották meg a díjátadót | Nem tartották meg a díjátadót |
| 2021 (29. díjátadó) | Színész (összevont kategória) |                               | Chadwick Boseman              | Ma Rainey: A blues nagyasszonya | Ma Rainey’s Black Bottom      | Levee Green                   |
| 2021 (29. díjátadó) | Színész (összevont kategória) | Sacha Baron Cohen             | A chicagói 7-ek tárgyalása    | The Trial of the Chicago 7      | Abbie Hoffman                 |                               |
| 2021 (29. díjátadó) | Színész (összevont kategória) | Daniel Kaluuya                | Júdás és a Fekete Messiás     | Judas and the Black Messiah     | Fred Hampton                  |                               |
| 2021 (29. díjátadó) | Színész (összevont kategória) | Carey Mulligan                | Ígéretes fiatal nő            | Promising Young Woman           | Cassandra "Cassie" Thomas     |                               |
| 2021 (29. díjátadó) | Színész (összevont kategória) | Zendaya                       | Malcolm és Marie              | Malcolm & Marie                 | Marie Jones                   |                               |
| 2022 (30. díjátadó) | Színész (összevont kategória) |                               | Tom Holland                   | Pókember: Nincs hazaút          | Spider-Man: No Way Home       | Peter Parker / Pókember       |
| 2022 (30. díjátadó) | Színész (összevont kategória) | Lady Gaga                     | A Gucci-ház                   | House of Gucci                  | Patrizia Reggiani             |                               |
| 2022 (30. díjátadó) | Színész (összevont kategória) | Robert Pattinson              | Batman                        | The Batman                      | Bruce Wayne / Batman          |                               |
| 2022 (30. díjátadó) | Színész (összevont kategória) | Sandra Bullock                | Az elveszett város            | The Lost City                   | Loretta Sage                  |                               |
| 2022 (30. díjátadó) | Színész (összevont kategória) | Timothée Chalamet             | Dűne                          | Dune                            | Paul Atreides                 |                               |
| 2023 (31. díjátadó) | Színész (összevont kategória) |                               | Tom Cruise                    | Top Gun: Maverick               | Top Gun: Maverick             | Pete "Maverick" Mitchell      |
| 2023 (31. díjátadó) | Színész (összevont kategória) | Keke Palmer                   | Nem                           | Nope                            | Emerald "Em" Haywood          |                               |
| 2023 (31. díjátadó) | Színész (összevont kategória) | Austin Butler                 | Elvis                         | Elvis                           | Elvis Presley                 |                               |
| 2023 (31. díjátadó) | Színész (összevont kategória) | Florence Pugh                 | Nincs baj, drágám             | Don't Worry Darling             | Alice                         |                               |
| 2023 (31. díjátadó) | Színész (összevont kategória) | Michael B. Jordan             | Creed III.                    | Creed III                       | Adonis Creed                  |                               |

## Fordítás
- Ez a szócikk részben vagy egészben  a   MTV Movie Award for Best Actor in a Movie című angol Wikipédia-szócikk fordításán alapul.  Az eredeti cikk szerkesztőit annak laptörténete sorolja fel. Ez a jelzés csupán a megfogalmazás eredetét és a szerzői jogokat jelzi, nem szolgál a cikkben szereplő információk forrásmegjelöléseként.